# Leomend Krasniqi
Leomend Krasniqi (* 17. Juni 2000) ist ein österreichischer Fußballspieler.

## Karriere
Krasniqi begann seine Karriere beim WSV Traisen. Zur Saison 2014/15 wechselte er in die Jugend des SV Horn. Im März 2016 spielte er erstmals für die Amateure der Horner in der sechstklassigen Gebietsliga. Bis Saisonende kam er zu vier Einsätzen für Horn II. In der Saison 2016/17 absolvierte er 22 Spiele in der sechsthöchsten Spielklasse.
Zur Saison 2017/18 rückte er in den Kader der ersten Mannschaft. Sein Debüt für diese in der Regionalliga gab er im April 2018 gegen den SK Rapid Wien II. Bis Saisonende kam er zu acht Regionalligaeinsätzen, mit Horn stieg er zu Saisonende in die 2. Liga auf. In dieser kam er in der Saison 2018/19 aber nicht zum Einsatz.
Zur Saison 2019/20 wurde Krasniqi an den viertklassigen SV Waidhofen/Thaya verliehen. Bis zum Saisonabbruch kam er zu 14 Einsätzen für Waidhofen in der Landesliga. Nach dem Ende der Leihe kehrte er zur Saison 2020/21 nicht nach Horn zurück, sondern wechselte zum Ligakonkurrenten Floridsdorfer AC. Sein Debüt in der zweiten Liga gab er im September 2020, als er am zweiten Spieltag jener Saison gegen den FC Wacker Innsbruck in der 67. Minute für Nico Pichler eingewechselt wurde. Insgesamt machte er für den FAC 77 Zweitligaspiele, in denen er sechsmal traf.
Zur Saison 2024/25 wechselte Krasniqi zum Ligakonkurrenten SKN St. Pölten, bei dem er einen bis 2026 laufenden Vertrag erhielt.